# Xylomya sordida
Xylomya sordida är en tvåvingeart som först beskrevs av Pleske 1928.  Xylomya sordida ingår i släktet Xylomya och familjen lövträdsflugor. Inga underarter finns listade i Catalogue of Life.